# Борисов Юрій Олександрович
Юрій Олександрович Борисов (нар. 8 грудня 1992, Реутов) — російський актор театру і кіно. 

## Біографія
Народився 8 грудня 1992 року в Реутові. У 2013 році закінчив Вище театральне училище імені М. С. Щепкіна (курс В. М. Бейліса і В. Н. Іванова), І став лауреатом премії «Золотий Лист» в категорії «Краща чоловіча роль» за роль Олександра Тарасовича Аметистова в спектаклі «Зойчина квартира».
Почав зніматися в кіно у 2010 році. Грав головні ролі в серіалах «У кожного своя війна» (2011), «В зоні ризику» (2012), «Метелики» (2013).
У 2013-2014 роках працював у московському театрі «Сатирикон» . 
У 2015 році зіграв Сергія Тюленіна в телесеріалі «Молода гвардія» , а також головну роль у фільмі «Дорога на Берлін».
У 2017 році зіграв головну роль (Степан Морозов) в серіалі «Отчий берег». 
У 2018 році знявся в головній ролі у фільмі «Сім пар нечистих» , а також з 3-го сезону влився в основний акторський склад серіалу «Ольга», де грає роль Льва . 
У 2019 зіграв головну роль у фільмі «Бик» , за яку був номінований на премію «Золотий орел» в категорії «Краща чоловіча роль в кіно» , а також отримав премію «Подія року» від журналу «Кінорепортёр» в категорії «Відкриття року» . Також зіграв другорядні ролі у фільмах «Т-34», «Союз порятунку»  і «Вторгнення»     . 
У лютому 2020 року вийшов фільм «Калашников», в якому Юрій зіграв головну роль — Михайла Калашникова, і отримав позитивні оцінки кінокритиків    . 
У 2020-2021 роках зіграв роль афганця Аліка (Олександра Волкова) у двох сезонах серіалу «Мир! Дружба! Жуйка!».
У червні 2020 роки зіграв всі головні ролі в кліпі Feduk'а «Залишися» .
Фігурант бази даних центру «Миротворець».

## Особисте життя
Одружений з акторкою Ганною Шевчук. У подружжя двоє доньок — Марфа і Килина .